# 1. FC Nürnberg
1. FC Nürnberg, der Club, FCN, tysk (bayersk) fotbollsklubb från Nürnberg, grundad 1900.
Klassisk fotbollsklubb med många säsonger i 2. Bundesliga. Nürnberg var fram till 1970-talet Bayerns mest framgångsrika fotbollsklubb men har sedan dess gåtts om av FC Bayern München. Nürnberg var fram tills 1987 tysk rekordmästare. Den tyske världsmästaren Max Morlock spelade under hela sin karriär i FCN och har fått Max-Morlock-Platz vid Frankenstadion uppkallad efter sig.

## Historia

### 1920-talets storhetstid
De mest framgångsrika åren hade Nürnberg under 1920-talet då man tillsammans med grannstaden Fürth dominerade den tyska fotbollen och utgjorde stora delar av landslaget. 

### Efter andra världskriget
Nürnberg blev de första tyska mästarna efter kriget då man 1948 besegrade 1. FC Kaiserslautern. 1961 blev man på nytt mästare. 1963 var man ett av 16 lag som var med i den första upplagan av Bundesliga. 1968 vann man senast mästerskapet under tränaren Max Merkel och landslagsspelare som "Luggi" Müller och Georg Volkert. 1969 åkte man överraskande ur Bundesliga.
Klubben har sedan dess åkt ut flera gånger och var under 1990-talet nere i tredjedivision Regionalliga. Senast klubben var nära en stor titel var finalplatsen i DFB-pokal 1982. En 2-0-ledning i paus förbyttes i förlust med 2-4 mot FC Bayern München. Under 1990-talet blev Nürnberg ett hisslag ("Fahrstuhlmannschaft") som åkte mellan Bundesliga och 2. Bundesliga.
Säsongen 2004/2005 var Nürnberg tillbaka i Bundesliga och hade som mål att fixa nytt kontrakt. Nürnberg spelade stundtals riktigt bra och var egentligen aldrig nära att åka ur. Lagets stora stjärna var slovaken Marek Mintal som var hela Bundesligas skyttekung med 24 mål. Den följande säsongen 2005-2006 såg det tungt ut för laget under den första delen av säsongen. Under nye tränaren Hans Meyer vände trenden och laget tillhörde de bästa under andra halvan av säsongen.
Säsongen 2006/2007 hade 1. FC Nürnberg framgångar med segern i DFB-Pokal, 2008 åkte man ur Bundesliga. Säsongen 2008/09 slutade klubben trea i 2. Bundesliga och fick kvala mot FC Energie Cottbus, vilka slutade på en på 16-plats i Bundesliga. Nürnberg vann kvalet med totalt 5-0 och spelar numera (2012/2013) i Bundesliga.

## Nürnberg-fans
Nürnberg-fansen kallas Clubberer eller Glubberer. Nürnberg-fansen har inte mycket till övers för övriga Bayern-lag och deras fans. 1920-talets fiendskap med SpVgg Fürth lever i viss mån kvar men den är liksom relationen med 1860 München inte längre lika stor. Det är däremot fansens agg mot Bayern München och matcherna mot Bayern är årets höjdpunkt fylld med prestige. Bayern München har tagit över rollen som Bayerns storlag och det lag som gjort att Nürnberg sedan 1987 inte längre kan kalla sig rekordmästare.

## Kända spelare
| - Max Morlock - Stefan Reuter - Andreas Köpke - David Jarolím - Jan Koller - Tomáš Galásek - Cacau - Frank Baumann - Andreas Ottl - Jawhar Mnari - Albert Bunjaku - Gláuber - Håvard Nordtveit - Tomáš Pekhart - Hiroshi Kiyotake - Even Hovland |  | - Stefan Kießling - Zvjezdan Misimović - Róbert Vittek - Angelos Charisteas - Daniel Gygax - Jörg Böhme - Erich Beer - Breno - Pavel Kuka - Marek Mintál - Jaromír Blažek - Samuel Kuffour - Emanuel Pogatetz - Makoto Hasebe - İlkay Gündoğan - Jan Polák |

## Svenskar i laget
- Nils-Eric Johansson
- Niklas Skoog
- Per Nilsson
- Mikael Ishak

## Tränare
- Alois Schwartz (2016-2017)
- René Weiler (2014-2016)
- Valérien Ismaël (2014)
- Gertjan Verbeek (2013-2014)
- Michael Wiesinger (2013)
- Dieter Hecking (2009-2012)
- Michael Oenning (2008-2009)
- Thomas von Heesen (2008)
- Hans Meyer (2005-2008)
- Wolfgang Wolf (2003-2005)
- Klaus Augenthaler (2000-2003)